# Pozza di Fassa
Pozza di Fassa es un barrio de la localidad italiana de San Giovanni di Fassa, en la provincia autónoma de Trento de la región con estatuto especial de Trentino-Alto Adigio.
Fue un municipio separado hasta el 31 de diciembre de 2017 ya que, al estar unido su casco urbano al del vecino pueblo de Vigo di Fassa, ambos se fusionaron para formar el actual San Giovanni di Fassa. En Pozza di Fassa se ubica la sede del ayuntamiento del nuevo municipio. El municipio de Pozza di Fassa tenía su territorio definido desde 1920, cuando se había integrado en él el hasta entonces municipio separado de Pera di Fassa.

## Gallery

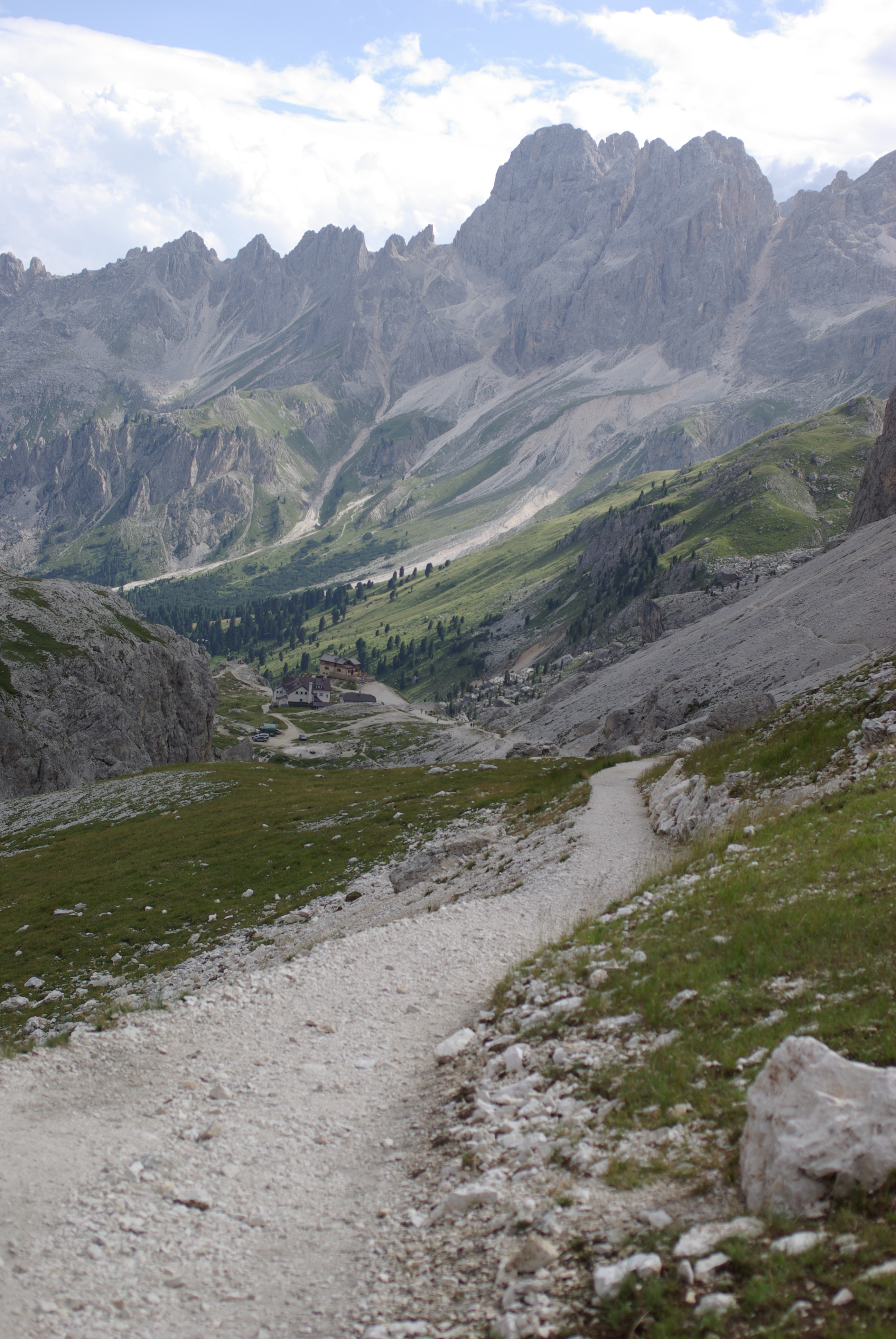
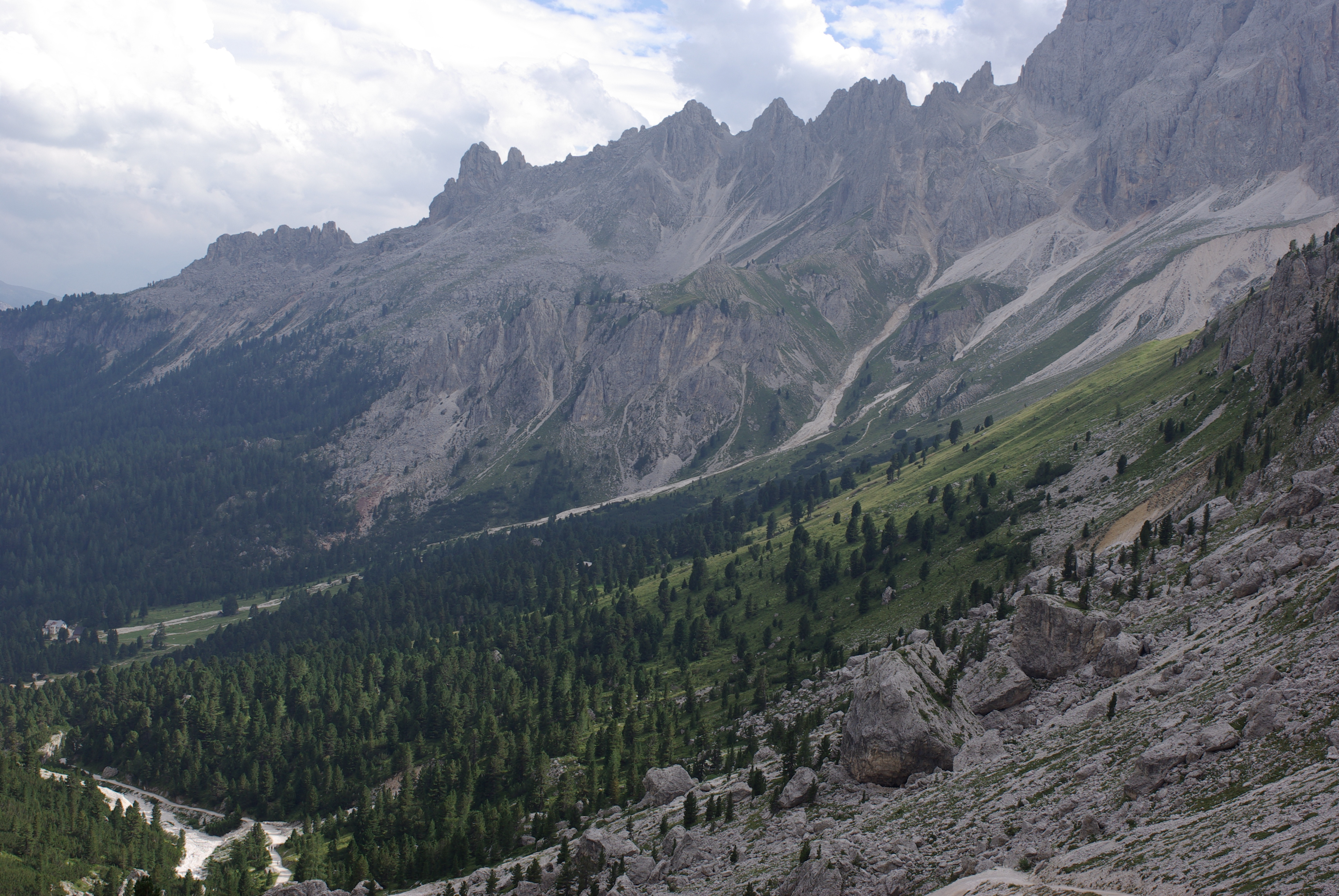
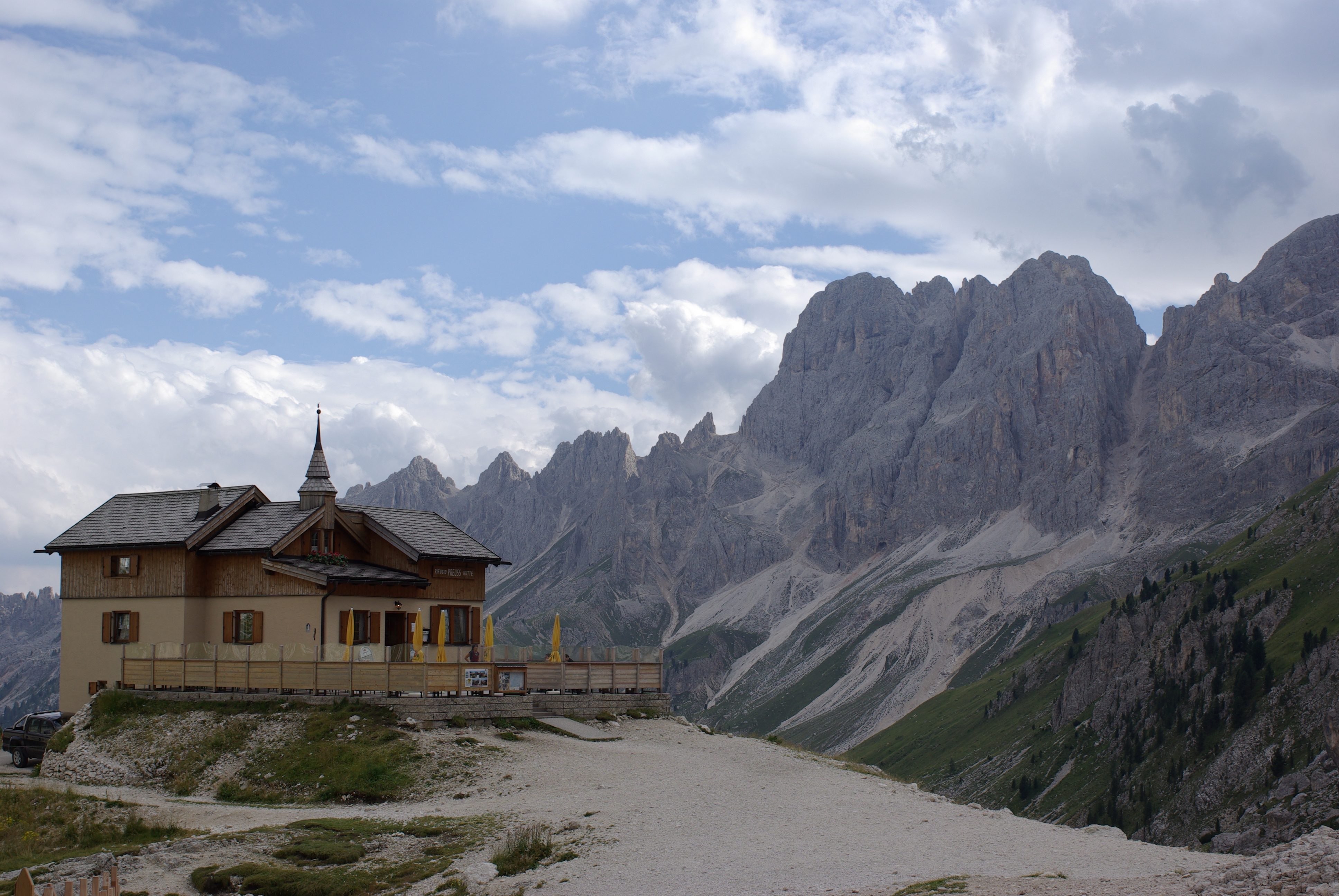
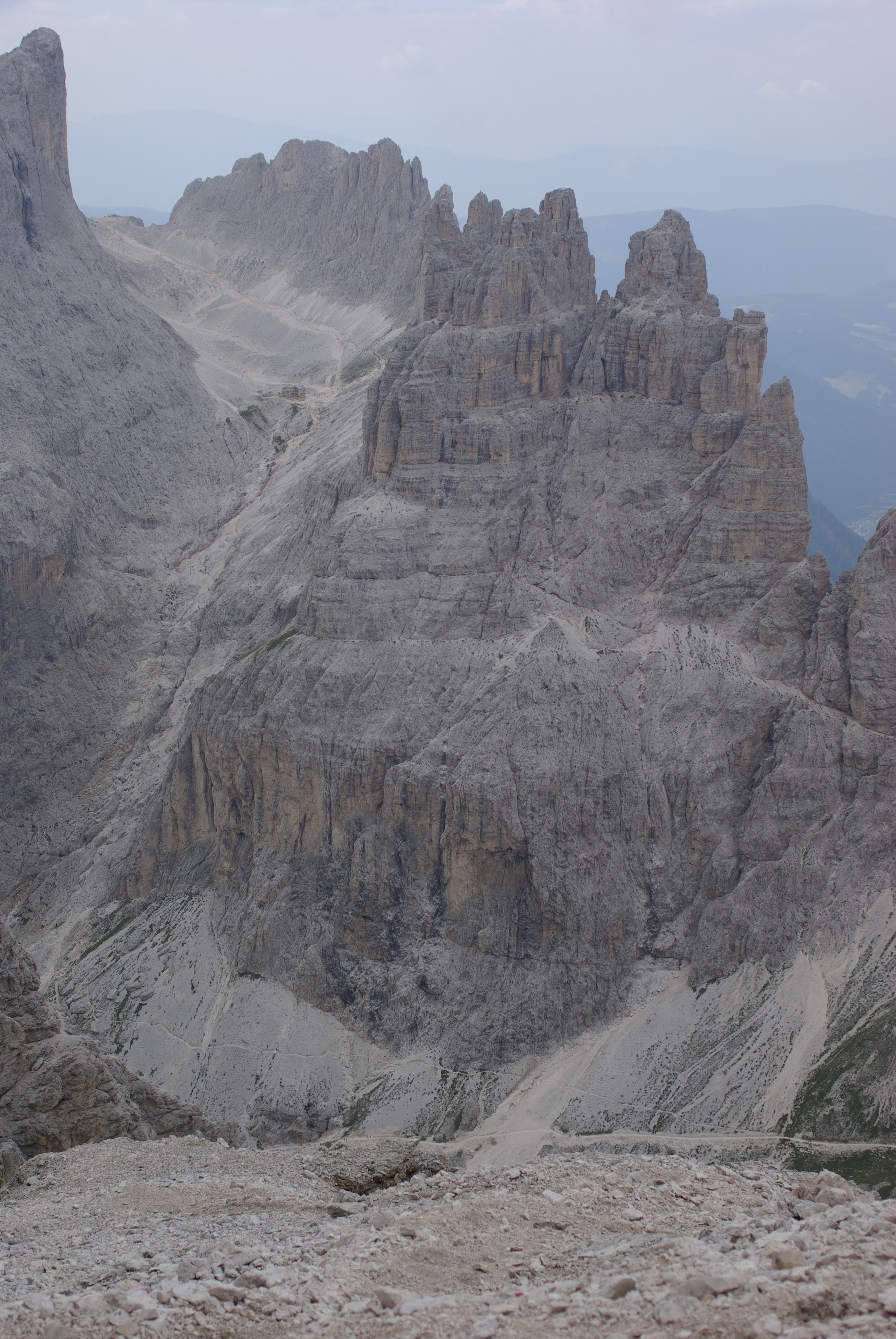
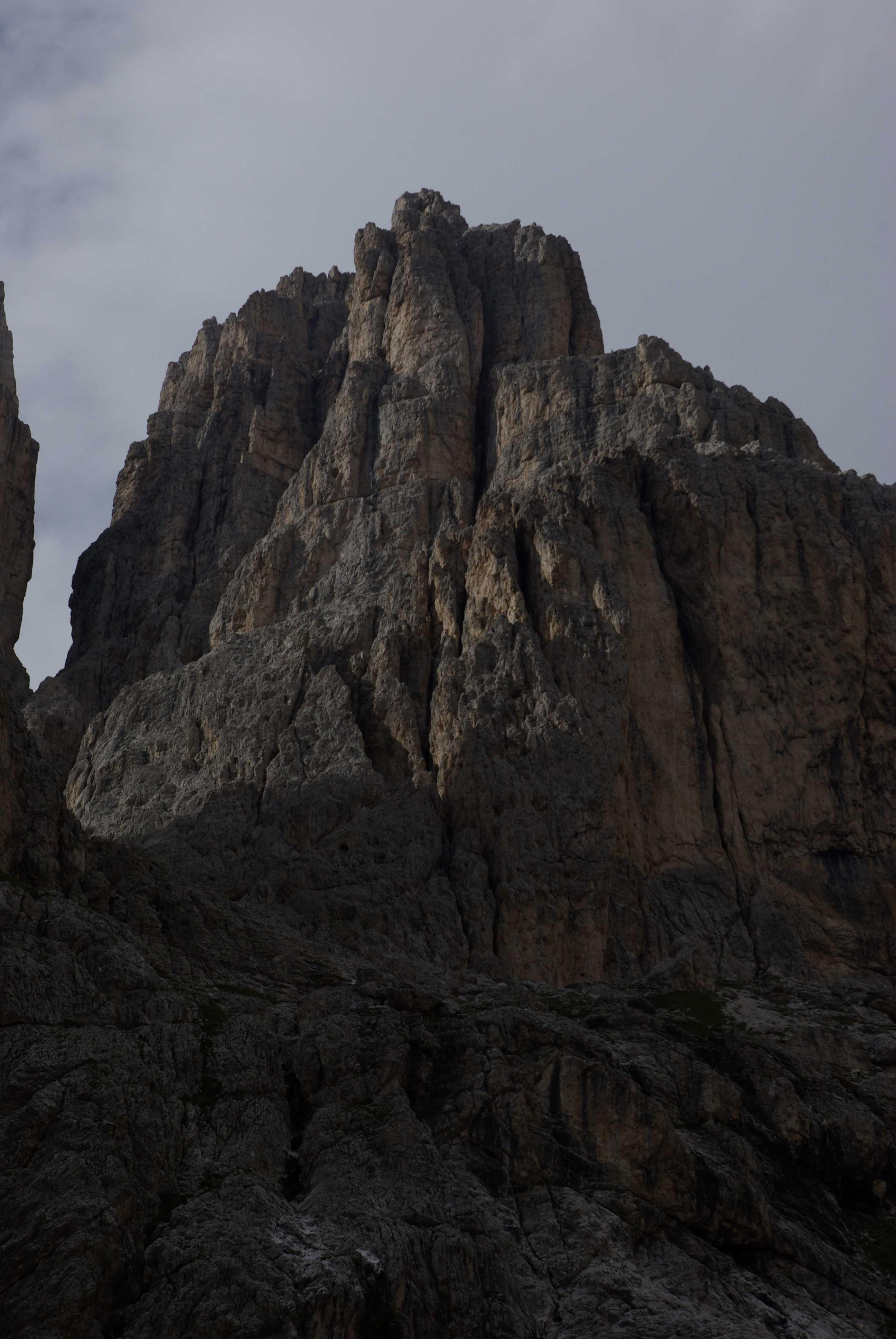
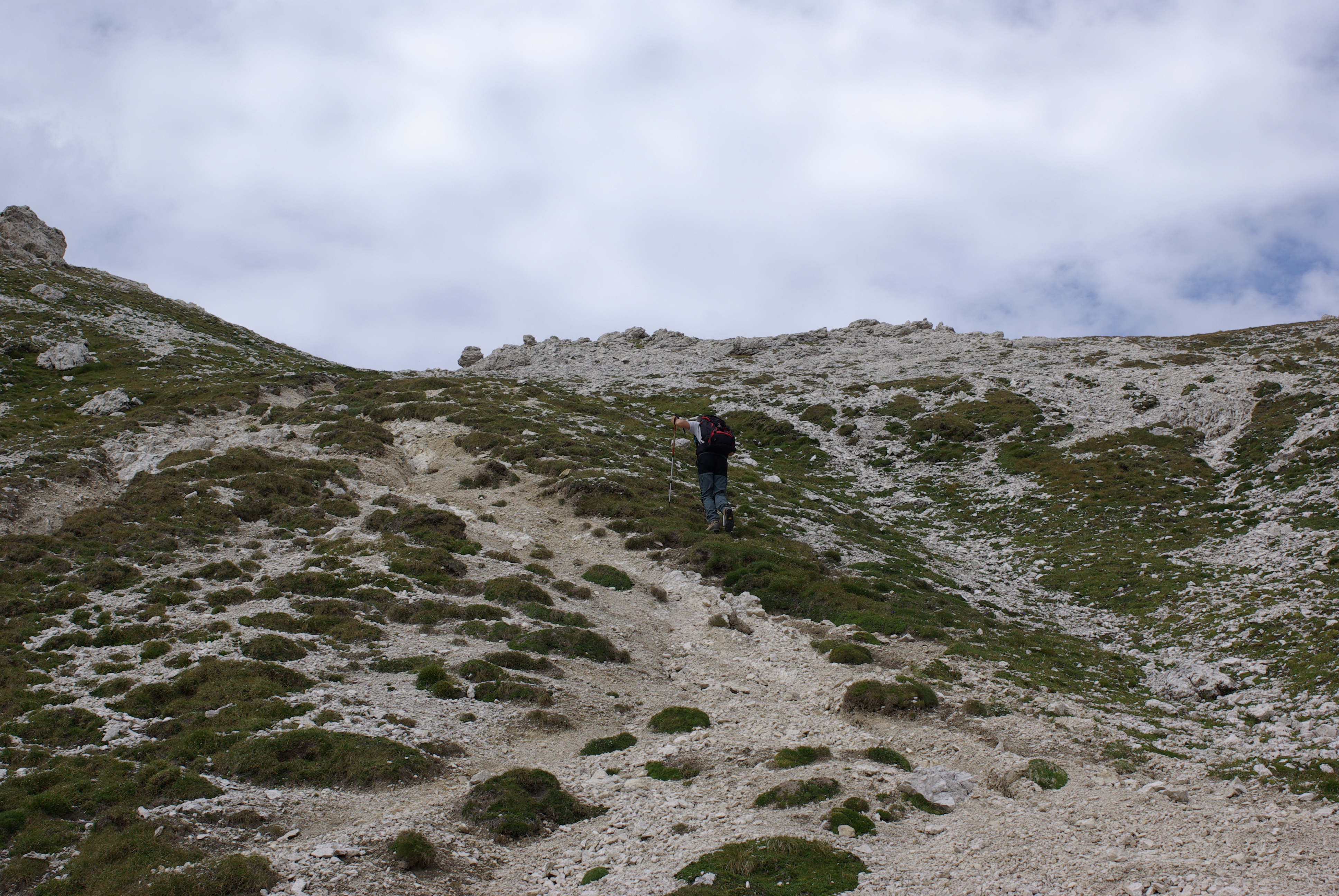
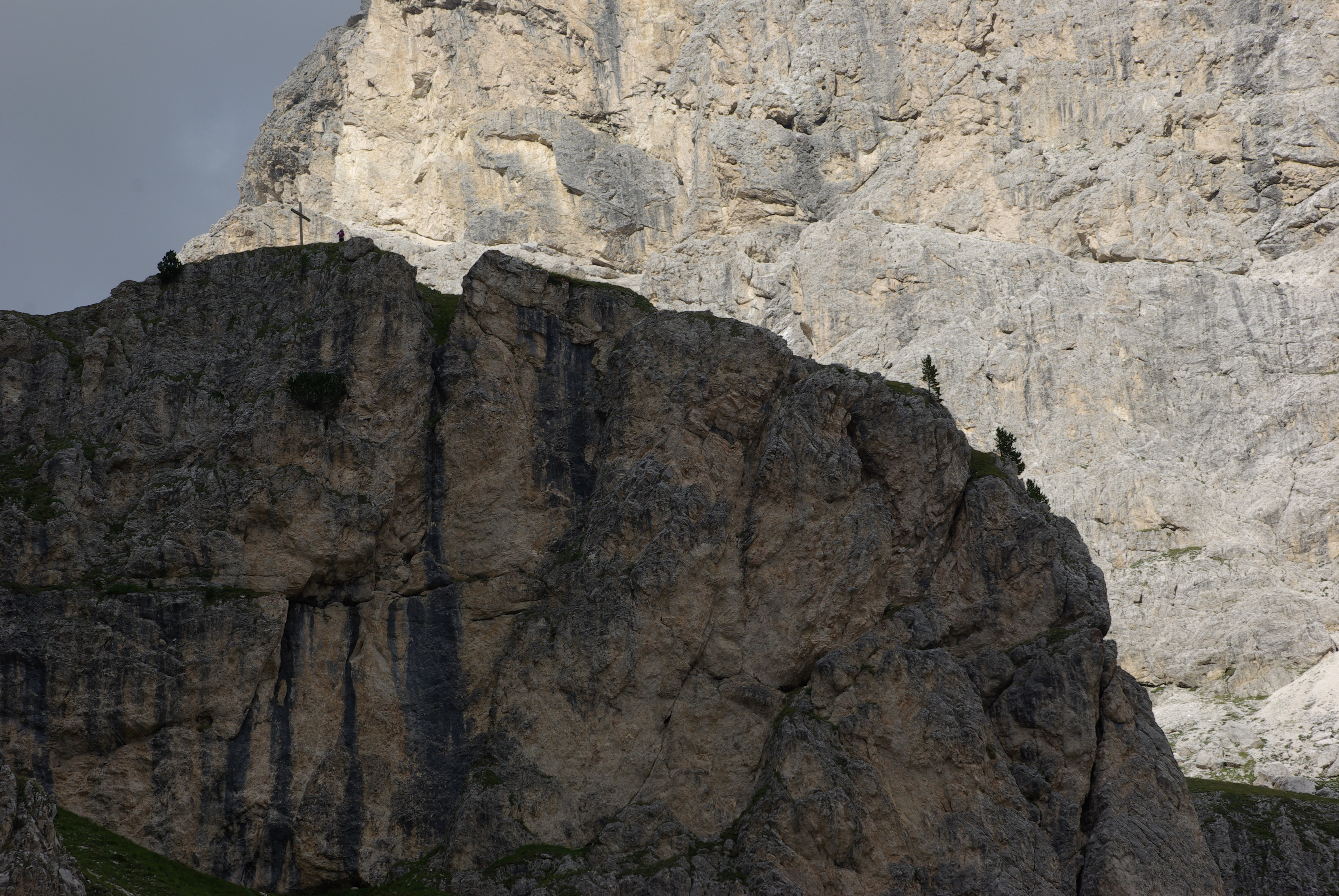
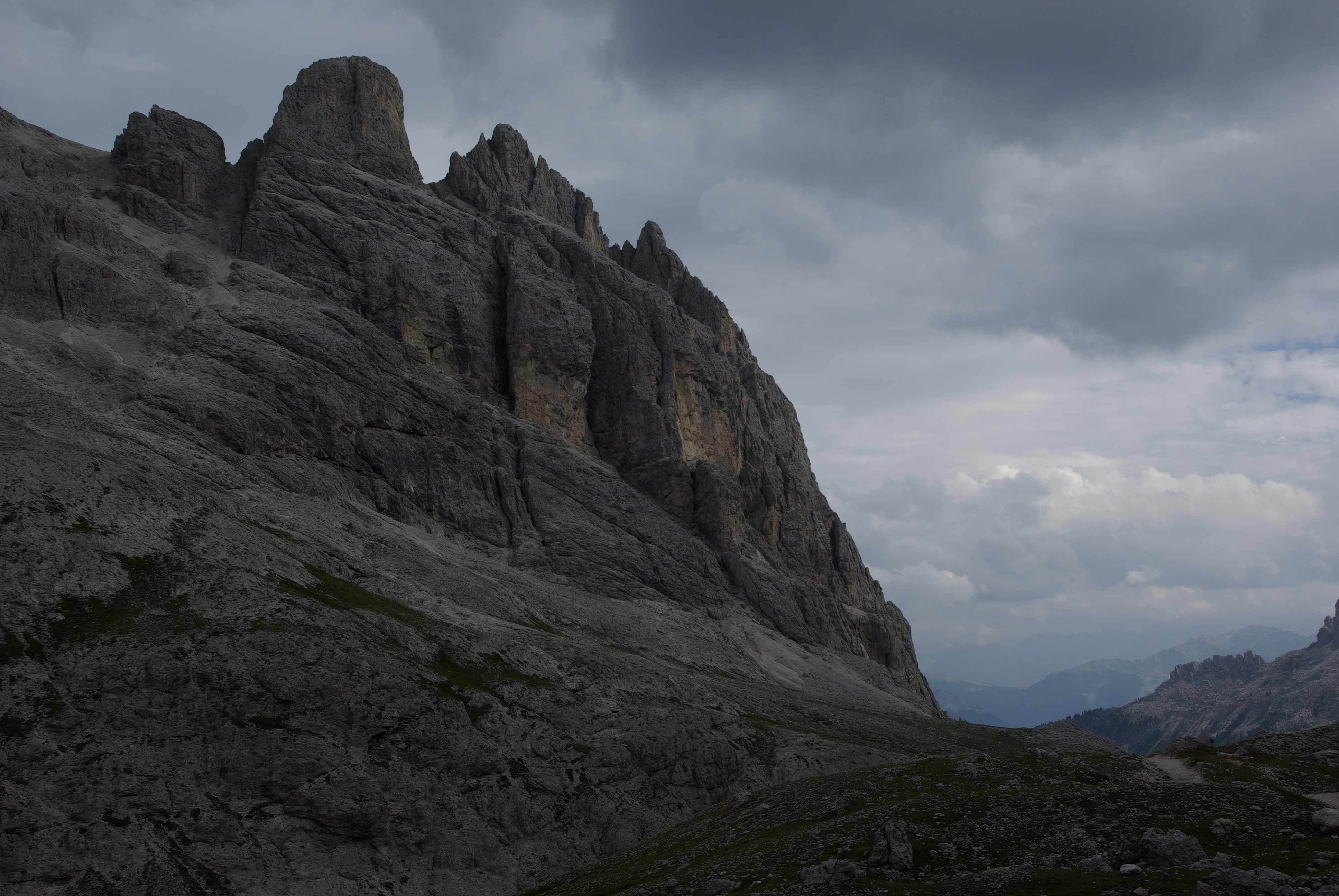
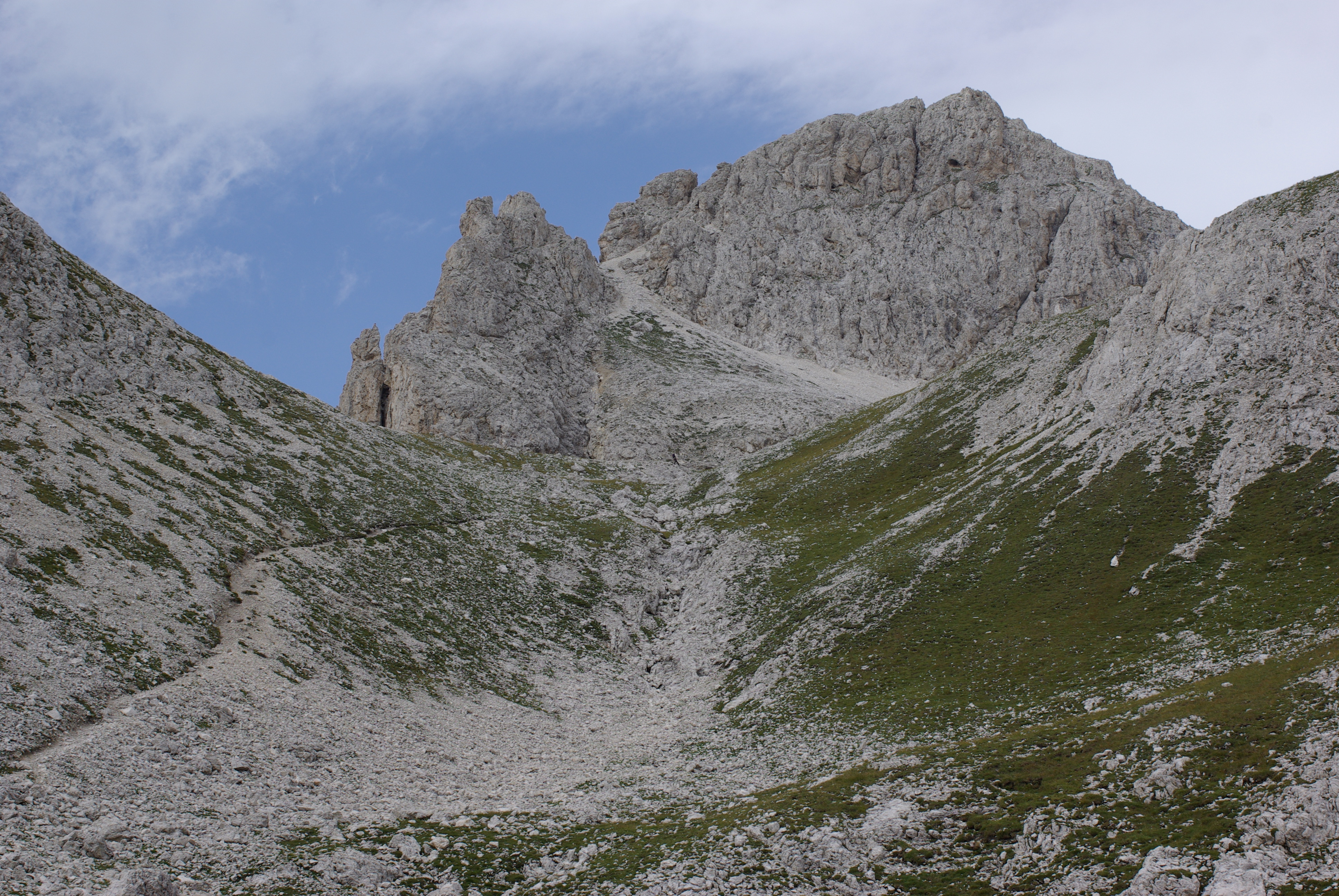
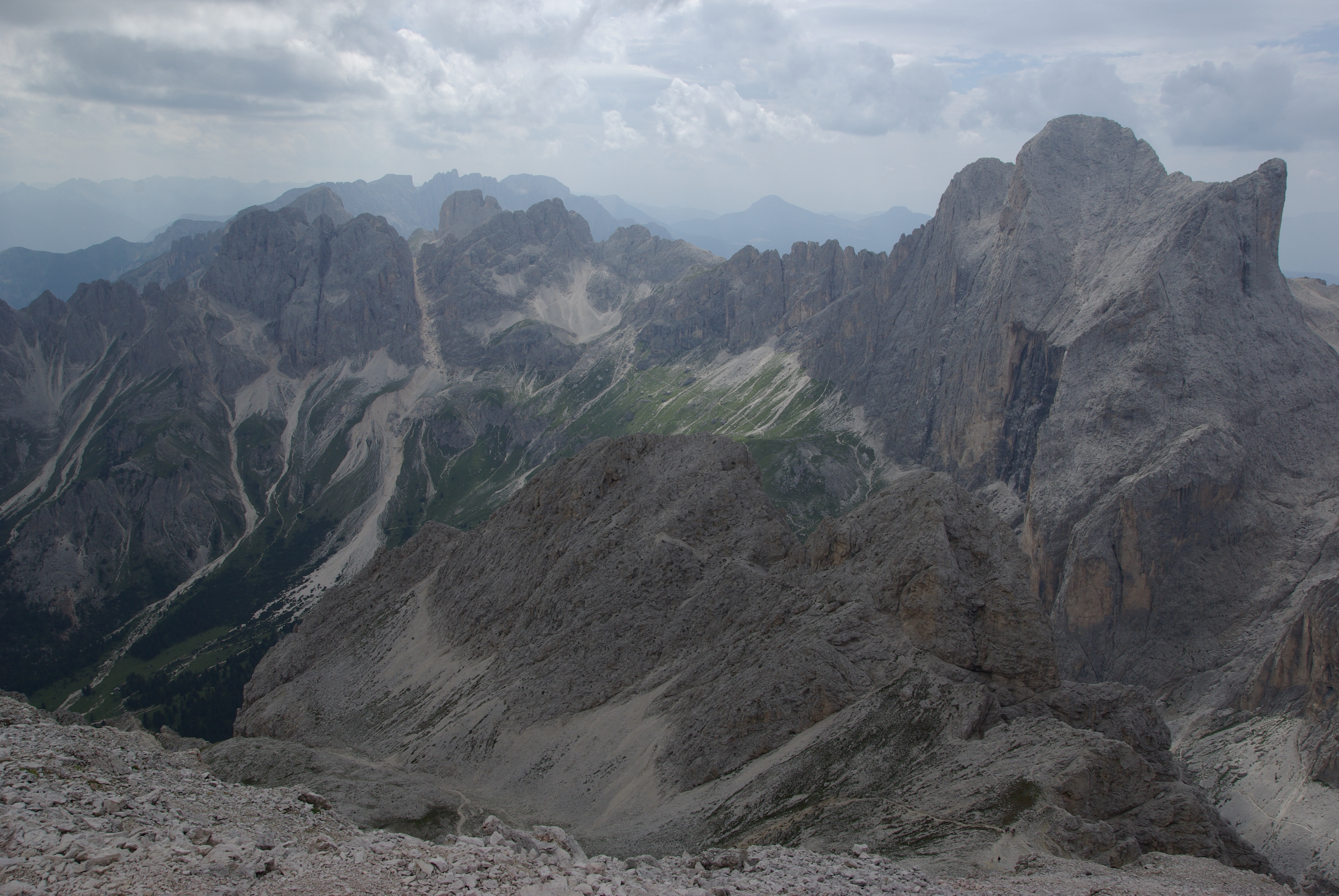
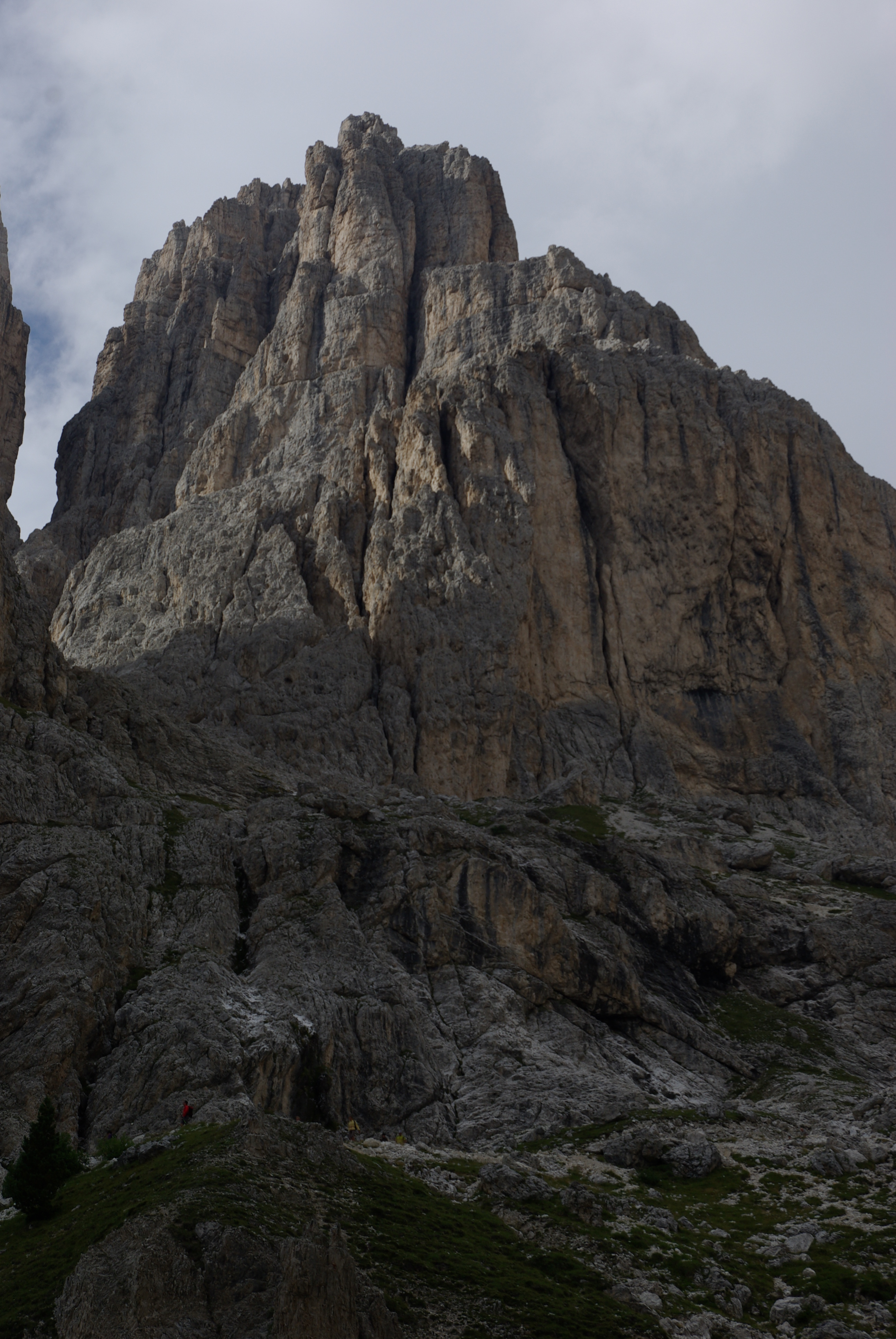
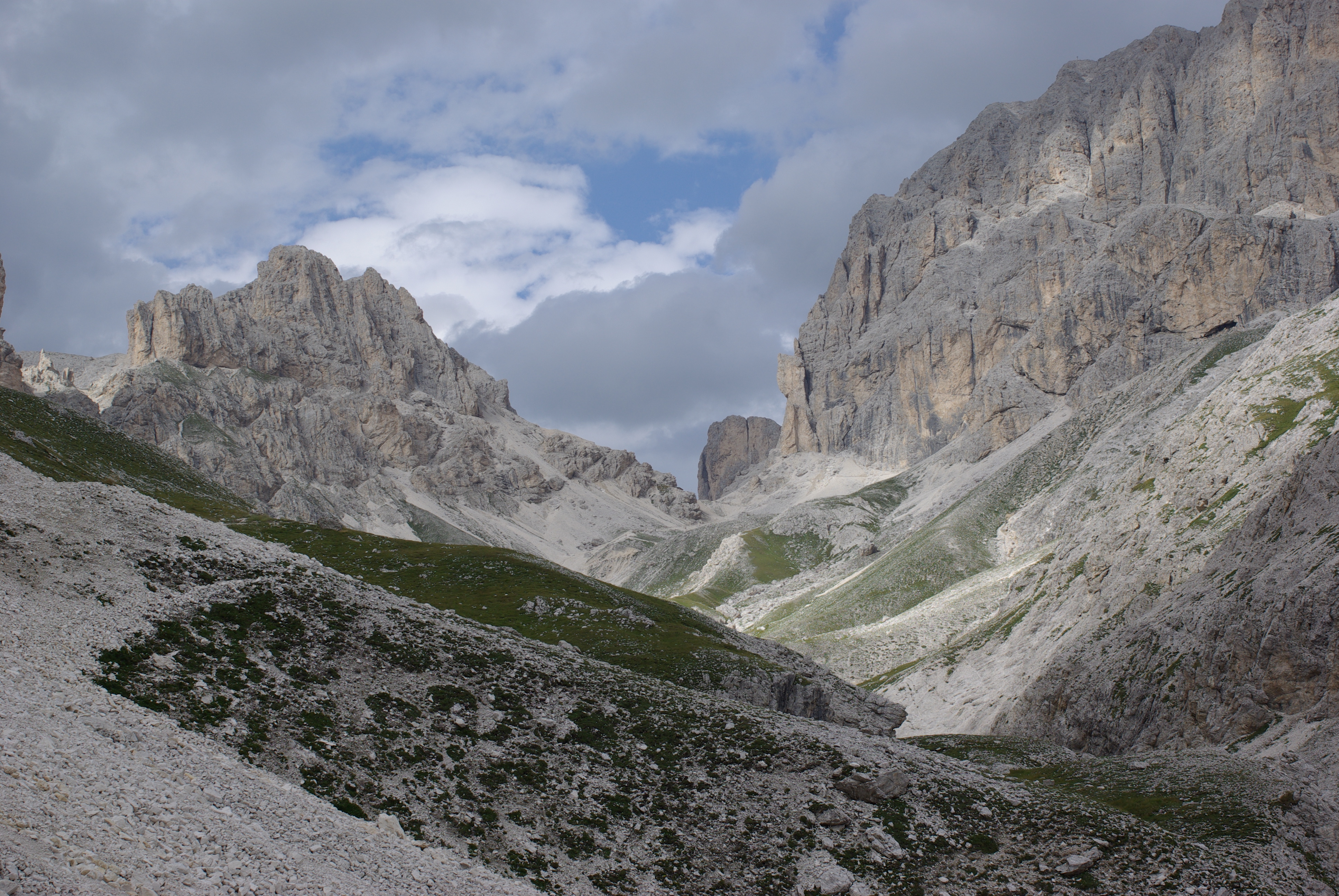
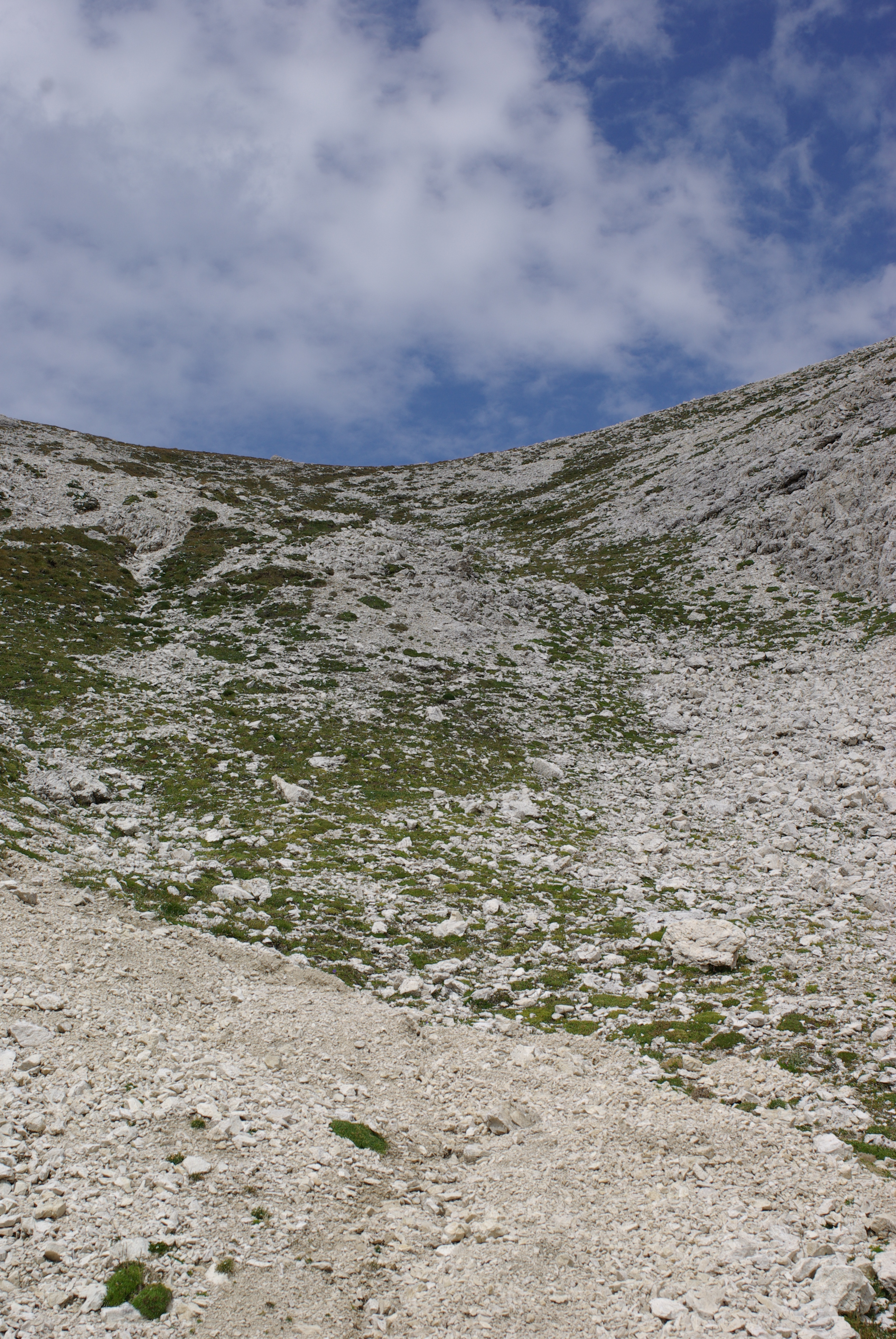
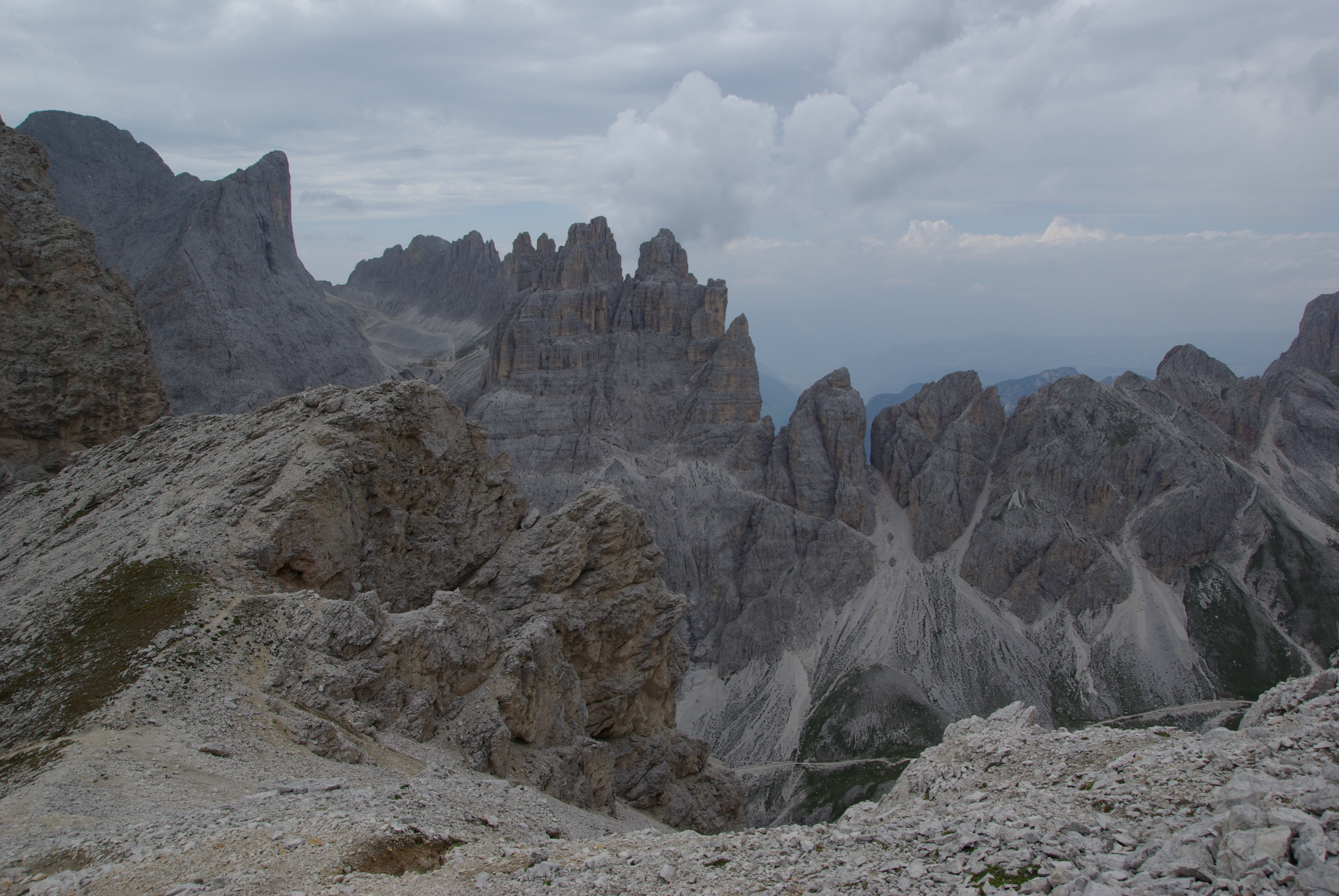
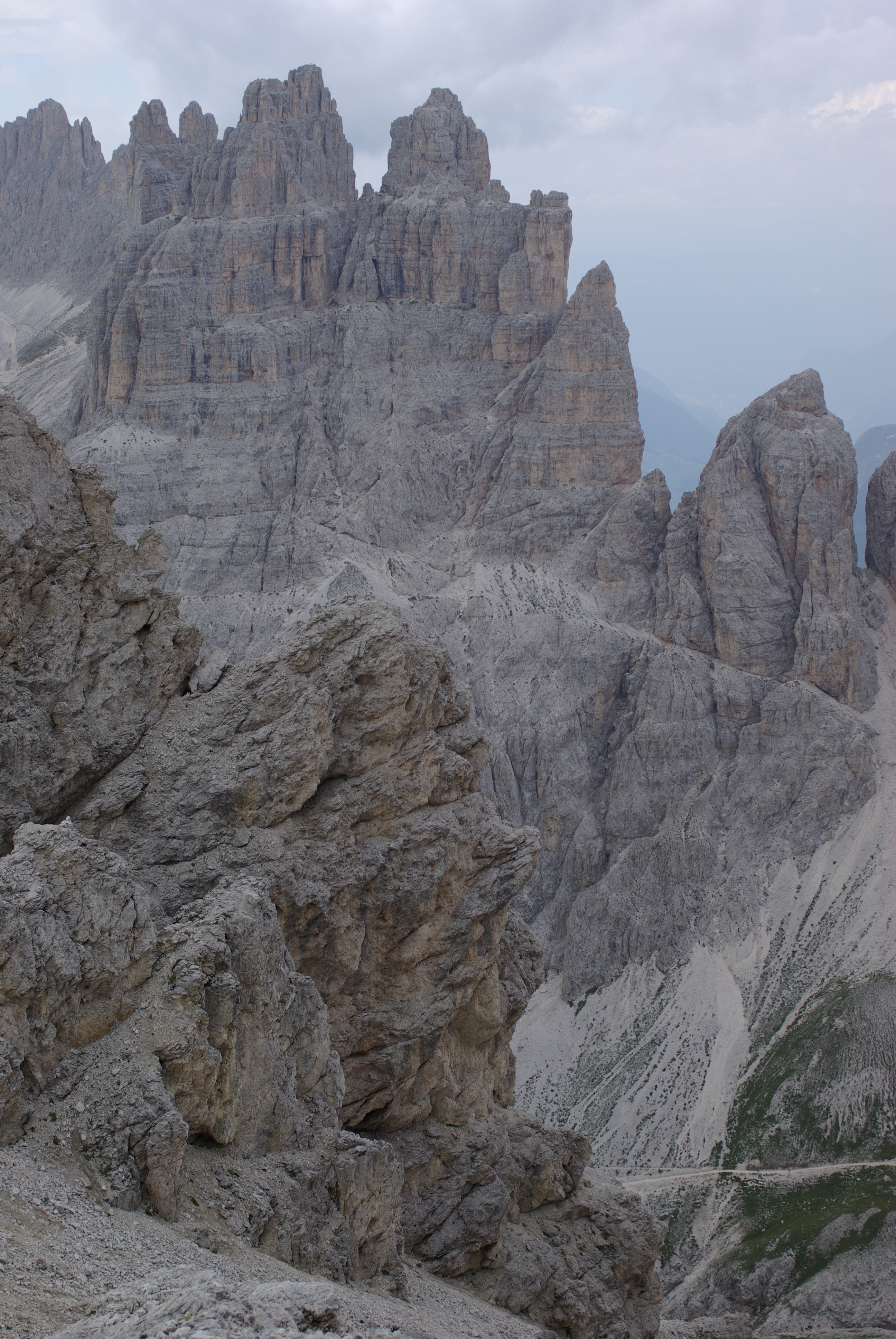

## Evolución demográfica
| Gráfica de evolución demográfica de Pozza di Fassa entre 1861 y 2001 |
|                                                                      |
| Fuente ISTAT - elaboración gráfica de Wikipedia                      |